# Slag bij Goldsboro Bridge

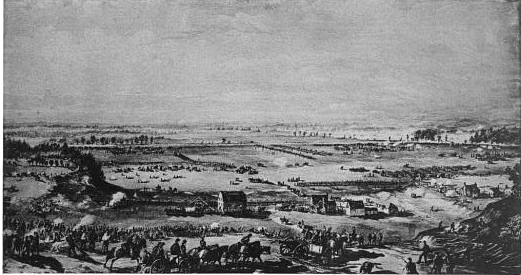
schilderij naar schets van het slagveld bij Goldsborough Bridge

De Slag bij Goldsborough Bridge vond plaats op 17 december 1862 in Wayne County, North Carolina tijdens de Amerikaanse Burgeroorlog.

## Achtergrond
In december 1862 leidde de Noordelijke brigadegeneraal John G. Foster een expeditiemacht naar de strategisch belangrijke Wilmington and Weldon Spoorweg. Op 17 december kwam de Noordelijke strijdmacht aan bij Everettsville, waar ze een belangrijke brug en opslagplaats vernietigden.

## De slag
Fosters soldaten vernietigden de rails ten noorden van de Goldsborough Bridge. Clingmans Zuidelijke brigade probeerde de opmars en vernietiging te stoppen, maar slaagde daar niet in. Foster overrompelde de veel kleinere Zuidelijke eenheid en deed de brug in vlammen opgaan. Toen zijn opdracht volbracht was, trok Foster zijn mannen terug naar New Bern in North Carolina. Op hun terugweg werden ze nog eenmaal aangevallen door Zuidelijke eenheden. Die aanval werd met gemak afgeslagen. Op 20 december was Foster terug in New Bern.

## Bron
- National Park Service - Goldsborough Bridge